# Eggnog

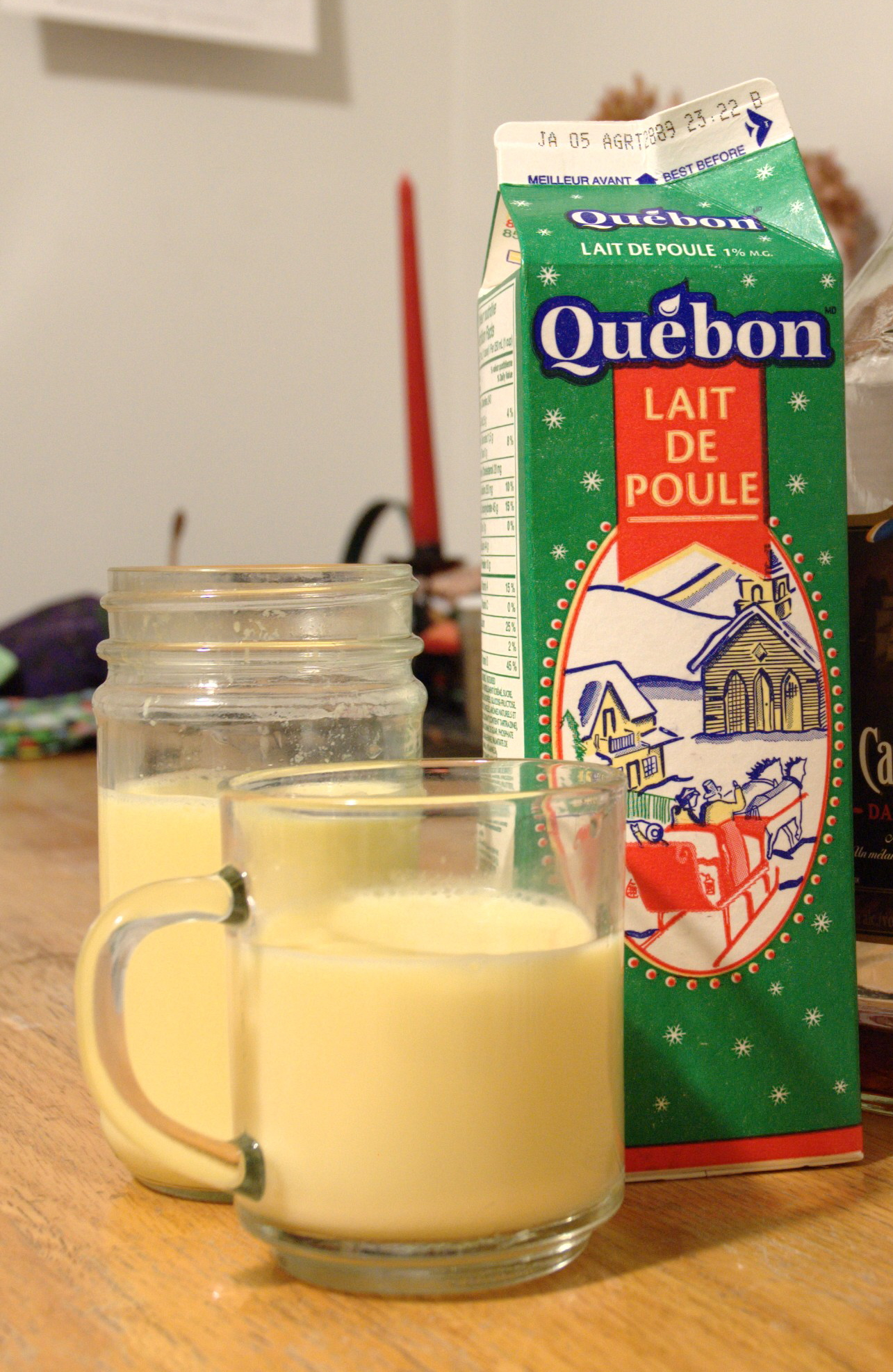
Eggnog aus Montréal als Fertigprodukt ohne Alkohol

Ein Eggnog (auch Egg nog) ist ein oft alkoholhaltiges Getränk mit Ei und Milch oder Sahne. Es wird vor allem in Großbritannien, den USA und Kanada getrunken.
Eggnogs sind im Prinzip Longdrinks mit Eigelb oder einem ganzen Ei, Zucker, Alkohol und Milch. Es gibt sie als warme und kalte Varianten, wobei das Getränk ursprünglich nur im Winter heiß getrunken wurde und eher eine Variante des Eierpunschs ist. Pro Portion wird ein Ei verwendet. Ähnlich zubereitet, jedoch ohne Milch, werden Flips.

## Zutaten und Verwendung
Als Eggnog werden unterschiedliche Mischungen auf der Basis von Milch oder Sahne mit Rum, Weinbrand oder Whisky bezeichnet. Zum ersten Mal schriftlich erwähnt wird der Begriff 1796 in Philadelphia. In amerikanischen Kochbüchern finden sich seit 1839 Rezepte für Eggnog mit Alkohol, Zucker, Sahne und Eiern. Im 19. Jahrhundert wurde es zum traditionellen Getränk für Weihnachten und Neujahr in den USA und Kanada. Eggnog gibt es als Fertigprodukt das ganze Jahr über. Einer der bekanntesten Eggnogs in den USA ist der Tom and Jerry.

## Etymologie
Die Herkunft und die Bedeutung des Namens ist umstritten. Kulturhistoriker halten England für das Ursprungsland, wobei in den USA die Zutaten verändert wurden. Die Bezeichnung Eggnog ist jedenfalls erstmals um 1775 in Amerika belegt. In England wurde in der frühen Neuzeit von der Oberschicht ein heißes Mischgetränk auf Milchbasis getrunken, das Eier und Ale oder Wein enthielt und Posset hieß. Im Dialekt der Region von East Anglia wurde ein starkes Bier noggin genannt, so dass der Name aus „Egg-and-noggin“ entstanden sein könnte. Nog war aber auch die Bezeichnung für ein kleines hölzernes Trinkgefäß in englischen Kneipen. Eine andere Theorie besagt, dass Eggnog eine Verballhornung von „egg-and-grog“ ist, weil mit Wasser verdünnter Rum in der Kolonialzeit in Amerika auch als Grog bezeichnet wurde.

## Die Eggnog-Unruhen 1826
Am 26. Dezember 1826 feierten 260 junge Offiziere der Militärakademie West Point eine ausgelassene Party mit Eggnogs. Da Alkoholgenuss an der Akademie verboten war, wurden sie von zwei Captains, die die Party entdeckten, gestoppt. In der Folge traten sechs Kadetten zurück, 19 wurden vor ein Kriegsgericht gestellt, 10 wurden der Akademie verwiesen (darunter zwei spätere Generäle der Konföderation und ein späterer Richter des Obersten Gerichtshofs), und viele, darunter der junge Jefferson Davis, der spätere Präsident der Konföderierten Staaten, wurden für mehr als einen Monat in ein Quartier gesperrt.